# ピクミン2
『ピクミン2』（ピクミンツー、Pikmin 2）は、2004年4月29日に任天堂より発売されたニンテンドー ゲームキューブ用ゲームソフト。『ピクミン』の続編であり、ピクミンシリーズの第2作目。アメリカでは同年8月30日、ヨーロッパでは同年10月8日に発売された。
本作は発売以後、他機種に移植された（#移植版）。
なお本記事では『ピクミンパズルカードe+』についても述べる。

## 内容
今回の主目的は、各地に散らばる「お宝」の回収であり、第一部と第二部ではお宝を集める理由が異なる。お宝は実在する企業の商品が使用されている。一部のお宝は「探検キット」となり、回収することで新しいエリアの探索や、宇宙服の性能を向上することができる。宇宙船でダメージを回復させることは出来なくなったが、地上と地下洞窟を移動する際に自動で回復する。もう一つの大きな特徴として日数制限の廃止が挙げられ、これにより時間切れを気にすることなく、難所にもじっくりと取り組めるようになった。さらに今作では地上マップに加えて、各マップに3～4つの地下洞窟が存在する。お宝が多数存在し稼ぎも多いが、多くの原生生物やトラップが立ちはだかる。
ピクミンを掴んだまま、別の色のピクミンまたは、葉、蕾、花の種類別に持ち替えられるようになっており、連投スピードも前作では、隊列を動かして、オリマーの元に近付けなければ早く投げられなかったが、今作では、隊列を動かさなくても、ある程度早く投げられるようになった。この要素は後のWii版やSwitch版の『ピクミン』や『ピクミン3』、『ピクミン4』でも継承されており、『3』と『4』ではピクミンを掴んでいなくても任意で投げられるピクミンの種類を設定できるようになっている。

### 前作との違い
前作で登場したトラップやギミックの役割が変更されており、トラップに属性が付与されたほか、突破するのに赤以外のピクミンが必須となるしかけも出てきた。
バクダン岩がトラップに変更された。前作ではピクミンの顔程度の大きさで黄ピクミンが扱えたが、今作では巨大化し、ピクミンが扱えなくなった。落下やピクミンの攻撃、パンチなどの衝撃が加わると一定時間で爆発する。ゲキニガスプレーで石化する事もでき、この状態で攻撃した場合、爆発せずに消滅する。なお、vsモードではオリマーとルーイがバクダン岩を持ち、投げることができる。
新たなアイテムとして、ゲキカラ・ゲキニガスプレーが登場している。これらはピキノツユクサの実を回収することで作成でき、赤い実はピクミンの攻撃力と行動速度を一定時間上昇させるゲキカラスプレー、紫の実は原生生物を一定時間石化させて活動を停止させるゲキニガスプレーとなる。ゲキニガスプレーで石化させた原生生物は倒すと死骸が残らない代わりに大地のエキス（低確率でゲキカラエキス又はゲキニガエキス）を落として消滅する。後発の『ピクミン3』と『ピクミン4』ではゲキカラスプレーのみが登場、継承されている。また、『4』に関しては、ゲキニガスプレーこそは登場しないが、新たに登場した氷ピクミンが攻撃を加える際に原生生物を凍りつかせることが出来、そのまま倒すと死骸が残らないまま消滅させると言うゲキニガスプレーの性能に近い能力を有している。

## ストーリー
本作のストーリーは二部構成となっており10000ポコを集めて借金を返済するまでの物語は第一部の物語である。第二部ではオリマーと社長がピクミンの星の全てのお宝の回収と行方不明になったルーイの捜索を行う事になる。

### 第一部
オリマーは前作『ピクミン』でドルフィン号と共にとある惑星に不時着し、ピクミンの力を借りてそこから脱出し、ホコタテ星に帰還する。
ある日、彼の勤めるホコタテ運送の新入社員ルーイの失態により、会社に莫大な借金がのしかかったうえ、ドルフィン号も借金のかたに売られてしまう。そんな時、オリマーがあの星からお土産に持って帰ってきていた物体をドルフィン初号機が鑑定した所、かなりの価値があることが判明する。借金を返済したい社長の命令により、オリマーはルーイを伴って再びピクミンの星へ行く。惑星に到着した際のトラブルでルーイとはぐれてしまうが、赤ピクミンの力を借りて合流を果たす。
2人は力持ちの紫ピクミンや、毒への耐性を持つ白ピクミン、さらには黄ピクミンや青ピクミンとも出会い、借金を返済できる分の宝を回収する。
ところが、オリマーがホコタテ星に向け出発した矢先に、ルーイがピクミンの惑星に置き去りなことに気付く。しかし引き返すことはできず、ホコタテ星に帰還する。

### 第二部
借金返済後、オリマーと社長はお宝の回収とルーイの捜索も兼ねて惑星に向かう。
2人は地下洞窟でお宝に囲まれたルーイを発見する。直後に巨大なクモのような生物、ヘラクレスオオヨロヒグモが現れ、なんとか撃破に成功する。ルーイを救出し全てのお宝を回収したオリマーと社長は、三度ピクミン達に別れを告げホコタテ星へ帰還した。

## 登場キャラクター

### ホコタテ星人
オリマーたちホコタテ星人は、身長が3cmほどの小さな種族である。彼らにとってピクミンの星の大気中に含まれる酸素は猛毒である。今作では生命維持装置のバッテリーをあらかじめ大量に持ってきているため、期限を気にせず冒険できる。
前作でオリマーが乗っていた愛船ドルフィン号は今作の冒頭で借金のカタに売り飛ばされてしまったが、代わって社長の愛船ドルフィン初号機が登場しオリマーとルーイが乗って冒険する。初号機は2人のナビゲーターとしても活躍するが、やかましい一面もある。

### ピクミン
ピクミンはオリマーが墜落した惑星で遭遇した、植物とも動物ともつかない奇妙な二足歩行生物である。
今作では、前作に登場した3色に加え、新たに紫・白のピクミンが登場する。
ピクミンを以下の全5種類各20匹、計100匹を連れて歩くとピクミンたちは前作のイメージソング「愛のうた」を歌う。
赤ピクミン
火に耐性があり、攻撃力が高い。前作同様最初に仲間になる。
黄ピクミン
まどいの水源で出会う。 体が軽く、他のピクミンより高く投げられる。また、他のピクミンよりも滞空時間が長い。高台にあるお宝など黄ピクミンが必須となるお宝もある。今作ではバクダン岩を扱えないが、他のピクミンが即死する電気に耐性をもっている。
青ピクミン
めざめの森で出会う。 水中での活動が可能であり、水攻撃にも強い（他のピクミンは水に耐性がなく、溺死してしまう）。また、溺れているピクミンを助けることもできる。行動範囲が広く、水中にあるお宝を回収したりトラップや原生生物を倒すなど青ピクミンが必要となる場面が多い。前作同様最後に仲間になる。
紫ピクミン
始まりの洞窟の最下層で出会う。他のピクミン10匹分に相当する重さと力（10ペレットなら、1匹で運ぶ事が出来るため、大きなお宝や死体でも数匹のピクミンで済む）がある。攻撃力が赤ピクミンよりも高く、投げたときの落下ダメージもあり、さらに低確率で気絶させる効果もあるため犠牲を少なく安全に戦闘できる。以上の理由から攻撃の主力となる。ホーミング機能もあり、標的から多少ずれても当てることができる。空を飛ぶ生物にも有効で、一匹投げつけるだけで地上に落とすことが出来る。しかし重さゆえに他のピクミンよりも移動が遅い（紫の花ピクミンより、白の葉ピクミンのほうが移動速度が速い）上に、他のピクミンよりも投げた時の飛距離が若干短い。そのため、段上に投げ上げるときなどは少々離れてところから投げる必要がある。赤ピクミンの次に仲間にする事ができる。紫ピクミンがいないと運べないお宝もある。その重さゆえにバクダン岩を一発で起爆させてしまうという欠点 (デメリット) も持つ。
白ピクミン
白い花園の地下3階で出会う。体が小さく、他のピクミンよりも速く移動できる。また、毒に耐性があるうえ身も体に毒を持ち、敵が食べると毒に侵されダメージを受け、耐久力の弱い敵ならば即死させることができる。運搬速度も他のピクミンより早く、毒を利用してわざと食べさせて瞬殺させるなど、スピードクリアに有利である。赤い目には探知能力があり、地中に埋まったお宝を掘り出せる。故に地下洞窟では白ピクミンがいないと全回収できないこともある。紫ピクミンの次に仲間にできる。

### 原生生物
オリマーたちが冒険する地域には、ピクミン以外にも数多くの種類の原生生物が生息している。いずれもが奇妙な形態と生活様式を有し、しかもその多くはオリマーたちやピクミンに対して攻撃的であり、彼らを捕食あるいは排除しようと攻撃を仕掛けてくる危険な存在である。また、これらの生物には捕食を行わない種が多く見られる。それらは分解者に属するとも考えにくい物が多く、現状では説明のつかない部分も多い。一部の生物の攻撃はピクミンやオリマー達だけでなく他の生物やトラップなどにも当たり判定が有効となるものもある。前作で登場する生物は、前作が20数種類だったが、今回はその倍以上に種類が増えており、単に種類が増えただけでなく、前作に登場した生物の亜種に相当する種類が多数登場したりしているなど、生物によっては大幅にバリエーションが増えた種類もある。更には本作で初登場する生物も多数存在する。また、『1』にて登場した生物によっては、戦闘能力が『1』よりも弱体化された種類もいるが、逆に強化された種類も存在する。

## ステージ
洞窟名の後ろにあるカッコ内の数字はその洞窟の階層数を表す。4つのそれぞれのステージは、春夏秋冬の四季をモチーフにしている。

### ねむりの谷
最初に降り立つ、雪に覆われている冬がモチーフのステージ。赤ピクミンに会うエリア。最初のステージではあるが奥深く、水場の向こうにヤキチャッピーが生息しているなど、難易度が高い部分もある。奥のエリアは水で遮られているため、青ピクミンを仲間にしたあとで探索可能となる。ブタドックリやフタクチドックリなどの生物が生息している。地面の一部にはアスファルトやマンホール、横断歩道などがあり、もともと道路であったことが分かる。地上ステージで唯一、ピキノツユクサが自生していない（カビタマやハナゲイモも登場しない）。タマゴはロケットの近くの1か所のみ配置されている。お宝は7個。今作で唯一の完全新作のステージである。
始まりの洞窟（2）
最初の地下洞窟。壁の向こう、水場の手前にある。ねむりの谷同様に雪で覆われていて、生息しているのはユキチャッピー11匹のみ。紫ピクミンと初めて会う洞窟。
スフィアマップを入手してこの洞窟から脱出すると、強制的に一日が終わる。
お宝は3個。ボスはいない。探検キット「わくせいデータ」を入手できる。
地下の秘密基地（9）
毒壁の向こうにある。名前どおり2層目以降は機械的なフロアで、7層目ではタマコキンが2体登場する。最初のフロアのみ雪に覆われている。機械の部品のようなお宝が多い。バクダン岩が20個以上出現するフロアがあるなど危険な部分もあるが、休憩フロアが2層あり（4・8層目）、3・4層目には白のポンガシグサが、8層目には紫のポンガシグサやポポガシグサが3～4つ生息する洞窟である。空を飛んでいる生物やサクレウラメなどバクダン岩を扱う生物が多く生息している。
お宝は16個。ボスはダマグモキャノン。倒すと探検キット「ソーラーシステム」（洞窟内が明るくなる）を入手できる。
辺境の洞窟（8）
地下の秘密基地へのルートを左に進むとある。前半は他の2つの洞窟と同じく雪に覆われており、後半になるにつれて洞窟の地形になる。オナラシ3体とユキチャッピー系統が生息するフロア（1層目）、ミヤビフタクチが複数体生息しているフロア（2・6層目）、クマチャッピーとチビクマ9匹が生息しており間欠泉と電極、ガス菅が揃っているフロア（3層目）、間欠炎と水場が両方出現するフロア（6層目）、テンテンチャッピー系統が多数生息しており落石が多いフロア（7層目）があるなど、ゲーム中盤らしく難所も多い洞窟である。途中で登場するハチャッピーを倒すことで、コッパチャッピーを仲間にできる。クリスマス関係のお宝が多い。5層目は休憩フロア。
お宝は15個。ボスはクイーンチャッピー（ベビーチャッピーを出産する）。クリアすると探検キット「ロケットパンチ」（パンチの威力UP）と「ダッシュブーツ」（プレイヤーの移動速度が上がり、プレイヤーへのフーセンドックリの攻撃を無効化）を入手できる。

### めざめの森
桜が舞い散る、春がモチーフのステージ。探検キット「わくせいデータ」を入手すると探索可能になる。前作の「希望の森」と似ているが、着陸地点や水辺の位置、橋や壁などのしかけが変更されている。原生生物はチャッピーやウジンコ、ヘビガラスなどが生息しており、オタマも成長したらしくイモガエルが見られる。青ピクミンに会えるエリアだが、彼らは電気柵の奥にいるため先に黄ピクミンと会う必要がある。タマゴはないが、大地のエキスの出る草がある。地上ステージでは唯一、探検キットとなるお宝が置かれている。お宝は7個。
けだものの穴（5）
ロケット近くの黒壁の向こうにある。間欠炎のトラップが登場（3・4層目）。任天堂に関するお宝が多い。
お宝は6個。ボスはクイーンチャッピー（ベビーチャッピーは出産しない）。倒すと探検キット「おたからセンサー」（お宝に近づくと反応）を入手できる。
白い花園（5）
紫ピクミンで紙袋トラップを解除するといける。白ピクミンと初めて会う洞窟。鉄のステージ（1、2層目）、ガス管のトラップ（4層目）が初登場。地中に埋まっているお宝があるため出会った早々から白ピクミンを駆使しなければならない。
お宝は7個。ボスはヘビガラス。倒すと探検キット「たんけんねぶくろ」（“昼寝”ができる）を入手できる。
デメマダラの王国（7）
ロケット裏の高台の電気柵の向こうにある。名前どおり、デメマダラ（チャッピー系統、主にテンテンチャッピー）が生息している。間欠炎や電極、バクダン岩のトラップが出現する。宝石系のお宝が多い。
お宝は10個。ボスはダイオウデメマダラ。倒すと探検キット「フレア・ガード」（プレイヤーへの火ダメージ無効化）を入手できる。
ヘビガラスの穴（7）
水場の向こうにあるため、青ピクミンや白ピクミンで橋を架ける作業をするといけるようになる。
名前どおり、ヘビガラスが多数生息している（3・6層目にそれぞれ2体ずつ）。水、電気、毒のトラップがあり、水場にカマドフマが登場する（6層目）、落下してくる生物が多い（4・5・6層目）、休憩フロアが無いなど、ゲーム中盤らしく難易度も高め。
お宝は15個。ボスはアカヘビガラス。倒すと探検キット「メタルスーツZ」（プレイヤーの防御力UP）を入手できる。

### まどいの水源
蝉の鳴き声が聞こえる、夏がモチーフのステージ。探検キット「たんさデータ」を入手すると探索可能になる。黄ピクミンと初めて会えるエリア。前作の「大水源」とほぼ同じつくりをしているが、ドドロのタマゴがなくなっている、壁や橋などのしかけが変更されているなど、細かい点は変化している。ダンゴナマズ、イモガエル、ツブラメケメクジなどの水中の生物が多く生息している。ステージの大半は水であり、壁や橋での作業や回収に大量の青ピクミンが必要となる。黄ピクミンの待機場所の手前にヤキチャッピーがいたり、水の向こう側に電撃ゲートがあるなどゲーム序盤から難易度が高い。31日目以降の一の位に「1」がつく日にはダマグモとクマチャッピーが出現する。タマゴや大地のエキスの出る草、石の配置が多い。夕方になるとヒグラシの鳴き声になる。お宝は7個。
クモの根城（5）
ロケットの近くにある。名前どおりクモ系統を中心に多くの生物が生息している。火、電気に関するトラップ、生物が登場する。
お宝は11個。ボスはダマグモ。
食神の台所（6）
北部エリアの電撃ゲートの向こうにある。地下洞窟にしては明るく、子供部屋を思わせるような洞窟。電気系のトラップや敵が多い。食神とはパンモドキのことを指し、実際に数多く生息している。
クマチャッピーとチビクマ5体が生息するエリア（4層目）やフタクチドックリ3体とチビクマが多数生息するエリア（5層目）があるなど難所も多い。
お宝は14個。ボスはオオパンモドキ。倒すと探検キット「アンチ・エレキ」（プレイヤーへの電気ダメージ無効化）を入手できる。
シャワールーム（7）
南部エリアの電撃ゲートの向こうにある。タイルの床など、浴室を思わせるつくりがあることからオリマーが直感的に同名に名づけたという。水場が多く、シャコモドキやマロガエルなど水中の生物が多く生息している。落石（1・2層目）やサクレショイグモ（6層目）などすべてのトラップが出現するため、難易度が高い。入り口が水栓も兼ねたフタで覆われているため、青ピクミンに解除してもらう必要がある。4層目は休憩フロア。
お宝は14個。ボスはケメクジ。倒すと探検キット「メガスピーカー」（笛の範囲が拡大）を入手できる。
水中の城（5）
北部エリアの水中にある。洞窟の入り口は水中にあるため青ピクミンしか連れて行けないが、彼らが耐性を持たない炎・電気・毒に関するトラップ・生物が次々と登場する上に、バクダン岩が数多く出現するフロアもある。お菓子系のお宝が多く、オリマー曰く「甘ったるいにおいが充満している」との事。
非常に難度易の高い洞窟であるが、稼げる金額は少ない。途中で登場するハチャッピーを倒し、コッパチャッピーを仲間にすることで、電気や毒のトラップに対しても攻略できるようになる。ハチャッピーも青ピクミンだけではスプレーを使わない限り犠牲無しで倒すのは難しい。
お宝は1〜4層目に各3つずつと最終層に1つの計13個。ボスはアメボウズ。倒すには紫ピクミンが必要で、最終層以外でも一定時間経過するとアメボウズが出現するが、これらの層では倒す方法が無いので逃げるしかない（最終層のアメボウズを倒しても再び洞窟に入ると出現する）。倒すと探検キット「ひきぬきメガホン」（笛でピクミンを引っこ抜ける）を入手できる。

### のぞみの大地
紅葉が見られる、秋がモチーフのステージ。第二部からのステージで10000ポコの借金を返済するまでは探索できない。前作の「遭難地点」と「最後の試練」を合わせたような地形をしており、地面に「止まれ」と書いてある場所もある。ルーイがこのエリアに落ちてしまったため、社長がルーイの代役を務める。エリア全体に様々な原生生物が数多く生息しており、水や電気、毒のしかけもあるため、複数のピクミンを使い分けて開拓する必要がある。タマゴの配置が多く、大地のエキスの出る石もある。お宝は5個。
混沌の魔窟（10）
ロケットの近くにある。
たくさんの生物が狭いフロアに密集しているため、タイマンで戦うことが不可能に近い場所もある。爆弾岩や電極等が多く、爆発や感電によるピクミンが死にやすいフロアも多い。辺境の洞窟と似たような水場と電極が絡んでいるフロア（6層目）もある。5層目は休憩フロア。4層目には中ボスのダイオウデメマダラが2匹生息している。
お宝は17個。ボスはゴロムシ。
百戦錬磨の穴（15）
電撃ゲートの向こうにある。階層数が最も多い地下洞窟。流砂でのアカヘビガラスとヘビガラスの共演（4層目）、ケメクジ（7層目）、ダイオウデメマダラ2体（10層目）や子産みクイーンチャッピー（落石あり、11層目）、水辺のダマグモキャノン（13層目）にダマグモ（14層目）、というように、これまでボスとして登場した生物の大半が中ボスとして登場する。中ボスの周辺にも原生生物が点在するフロアも存在する。中ボスがいないフロアも多種多様の生物が数多く生息しており、高い難易度を誇る。そのかわり休憩フロアが5、8、12層目の三層と多めになっており、ポポガシグサでピクミンを増やしたり、ハチャッピーを倒すことでコッパチャッピーを仲間にしたり、オオガネモチやオナラシからスプレーを確保できる。
お宝は5・8層目以外の各層に1個ずつ置いてあり、13個ある。ボスはゾウノアシ。
夢の穴（14）
毒壁の向こうにある。中ボスは登場しないが、こちらは混沌の魔窟以上に生物が密集している。ゲーム中でも一二を争う難易度を誇るが、百戦錬磨の穴と比べて戦法を工夫すれば突破が容易になるため、プレイヤーの操作が左右される洞窟である。ポンガシグサは一切生息しておらず、コッパチャッピーも登場しない。
他の洞窟で見られる地下へ続く穴は、ピクミンを連れずオリマーのみが穴まで行けば次のフロアへ行けたが、水中の城にあったように、一部のフロア（1層目・7層目・11層目）では次のフロアへの穴が岩で塞がれており、ピクミンに壊してもらう必要がある。そのため、穴までの戦闘を避けて通れない場所もある。
お宝は洞窟の中でも最も多く、21個ある。ボスはヘラクレスオオヨロヒグモ。

## 2Pバトル
タイトル画面で選べるモードの1つ。1Pがオリマーと赤ピクミンを、2Pがルーイと青ピクミンを操作して対戦を行う。勝利条件は「黄色いビー玉を4個回収する」「敵チームの色のビー玉を回収する」「敵チームのピクミンが全滅」「敵チームのリーダーがダウン」の中の一つを先に達成することである。
このモードのステージでは間欠炎や水場は登場しない。また、赤ピクミンの攻撃力は青ピクミンと同等に設定されているため、色によるピクミンの能力差はない（ただし、火や水を扱う生物は登場する）。
各プレイヤーは開始時のピクミンの数を5匹から50匹まで、5匹刻みで調整することができる。
ステージは10種類のコースからプレイヤーが選べるが、各コースに3種類のマップが用意されており、この3種類からランダムで決定される。
このモードのゲキニガスプレーは通常の石化効果に加え、敵のピクミンを地面に埋める効果がある（但し一定時間で元に戻る）。

### ステージ
おてがるコース
アカコチャッピーとタマゴが出現する。
せま〜いコース
タイル張りのコース。ステージが狭く、両チームのスタート地点であるオニヨンも近い。
ひろびろコース
「食神の台所」を思わせる、おもちゃ箱のステージ。上空にフーセンドックリが舞い、回収作業を妨害する。
カクカクコース
中央の広場と各チームの陣地を、直線的な通路でつないだステージ。
中央広場が円形の平地である場合、広場中央に立つと上空からゾウノアシが降ってくる。これの踏みつけは他の原生生物に対してもダメージとなる。倒すと中から大量のタマゴムシが出現する。
うじゃうじゃコース
「始まりの洞窟」などのような雪で覆われているステージ。名前の通り、コチャッピーが大量に生息している。
ひやひやコース
鉄の床のステージ。ステージの外にピクミンが落下すると死んでしまう。タマコキンなどの生物が出現。
のびのびコース
草原のようなステージ。ミヤビフタクチが生息しているため、追尾岩には注意が必要。
タイルコース
「シャワールーム」のようなタイル張りのステージ。イモガエルなどの生物が生息。
めいろコース
このステージは他のステージと違いステージの形がランダムに作られている。生息している主な原生生物はパンモドキなど。
からくちコース
鉄の床のステージ。数多くのバクダン岩があり、電極なども存在する。生息している生物はサクレウラメなど。
バクダン岩はプレイヤーキャラクターを押し付けると持ち上げ、Aボタンで投げることが可能。

### 2Pバトル専用の運べる物

#### 黄色いビー玉
名前の通り黄色い部分のあるビー玉。オリマー・ルーイよりも大きい。4個回収したチームの勝利となる。
このビー玉は地面に埋まっているタイプと原生生物が持っているタイプが存在する。地面に埋まっているタイプは運ぶ前に時間をかけて掘り出す必要があり、掘り出した時にトビンコが出現することもある。大きな見た目であるがピクミン1匹だけでも運ぶ事ができ、最大8匹で運べる。

#### 赤いビー玉／青いビー玉
黄色いビー玉の色違いである。自チームのオニヨン付近に1個ずつ設置され、敵対するチームのピクミンだけが運べる。回収できたチームの勝利となる。
チェリー
1個チェリーを回収すると1回ルーレットを使用できる。チェリーはピクミン1匹のみで運べる。
ルーレット
チェリーを回収するとチェリー1個の回収につき1回使用できる。ルーレットは最大5つまでストックできる。
ゲキカラエキス
ゲキカラスプレーを1つ増やせる。
ゲキニガエキス
ゲキニガスプレーを1つ増やせる。
+5匹
50匹未満の場合、自チームのピクミンが5匹生まれる。
+10匹
50匹未満の場合、自チームのピクミンが10匹生まれる。
透明
一定時間、敵チームは自分のチームが見えなくなる。
花
自チームの隊列とフリーのピクミンを全て花にできる。
ビー玉
自チームのビー玉が初期位置に戻る。
サクレショイグモ
相手の近くにサクレショイグモを出現させる。
落石
相手の近くに落石が数個降ってくる。
ブタドックリ
敵陣地にブタドックリ（若しくはミズブタ）を出現させる。倒すか、一定時間経過で消滅する。
サライムシ
敵陣地にサライムシを出現させる。倒すか、一定時間経過で消滅する。
アオケタダラ
敵陣地にアオケタダラを出現させる。倒すか、一定時間経過で消滅する。

## チャレンジモード
制限時間内にお宝や原生生物の死骸をできるだけたくさん回収し、ハイスコアを競うモード。このモードは、本編で特定のお宝を回収すると遊べるようになる。
ステージは全て地下洞窟であり、全30ステージある。連れていけるピクミンの種類と数、持ち込めるゲキカラ・ゲキニガスプレーの数は、ステージごとにあらかじめ決められている。
各ステージには本編の地下洞窟同様にいくつかの階層があり、地形もランダムで変化する。原生生物も数多く、一部のステージではボスも登場する。
登場するお宝の中には探検キットの材料となるものもあるが、このモードでは回収しても宇宙服は強化されない。ただし、たんけんねぶくろだけは最初から装備されている。
すべてのステージで1匹もピクミンを死なせずにノーミスクリアすると、ホコタテ運送が莫大な借金を背負う経緯が明らかになるムービーが見れる。

## 移植版
2009年3月12日にはWii版『Wiiであそぶ ピクミン2』が、2023年6月22日にはNintendo Switch版が発売された。
Switch版
画質がHDに変更されている。単品販売（ダウンロード版のみ）と第1作とカップリングした「ピクミン1+2」がある。
お宝「謎エネルギーシリーズ」「収納王シリーズ」「謎の円盤群シリーズ」「エンブレムシリーズ」の一部のデザインを変更。原作では実在企業の製品だったものがライセンスの契約上の問題により架空のデザインになった。

## 開発
キャラクターとして定着したことから、勢いがあるうちに続編を出したいという宮本の意向により、本作の開発は前作『ピクミン』の開発直後から行われた。
当初宮本からは1年で作れと言われていたが、最初のバージョンでモニタリングしたところ、指摘がたくさん寄せられ、それを直していくうちに2年半を費やすこととなった。
本作はじっくり遊んで世界の深みを楽しんでほしいという思いから日数制限を廃止する代わりに、緊張感を持たせる要素としてピクミンを増殖させられない「地下洞窟」が用意された。
また、親子でのコミュニケーションを起こすため、保護者世代が惹かれるものを取り入れることになり、最終的にはラブテスターなど、本作の発売から20〜30年ほど前のアイテムが「オタカラ」として登場している。
オタカラとして登場する物品の一例
- ラブテスター[10]
- レモン絞り[5]。Nintendo Switch版にて追加された[5]。作中では「搾取者の台座」として登場[5]。
- ソーセージ。作中では「欲棒」として登場[5]

## 評価
ライターのお茶缶は「インサイド」に寄せた記事の中で、日数制限がが廃止されたことによってシリーズのだいご味である「ダンドリ」の楽しみがない代わりに、「オタカラ」集めといったやりこみ要素が豊富であると評価している。一方で、お茶缶は、ボスや洞窟のギミックの内容や、テクニカルな運用が求められる「紫ピクミン」と「白ピクミン」が追加されたことで、全体的な難易度は高いとしている。
ライターのオクドス熊田は「ファミ通.com」に寄せたSwitch版のレビュー記事の中で、システムについて「全体を俯瞰で見てピクミンに指示を出すという意味で、“ストラテジー”的な要素を備えたゲームとも言える。」と評している。熊田は、日用品といった文明の名残がオタカラとして登場することにより、かつてそこで生活していた者たちの不在が際立ち、作品の解像度が上がったと述べている。熊田は本作においては「欲」が大きなウェイトを占めているといい、ルーイが特にそれをよく示す存在として描かれているとしている。

## ピクミンパズルカードe+
『ピクミンパズルカードe+』（ピクミンパズルカードイープラス）は、ゲームボーイアドバンス用カードeリーダー+を使ったパズルゲームである。
ゲームは大きく分けて3つある。
ひっこぬきピクミン（赤）
フィールド上のピクミンを全て引っこ抜けばクリア。抜いたピクミンはプレイヤーの背後に着地するが、黄ピクミンは2マス先に着地する。また、岩山の上には抜けない。
てくてくピクミン（黄）
同じ方向に動くピクミンを全てゴールに連れていく。ポンガシグサに入ったピクミンは色が変わる。紫ピクミンはチャッピーを倒すことができ、2ターンに1マス動く。白ピクミンは1ターンに2マス動く。
つなげてピクミン（青）
パネルを入れ替え、チャッピーに狙われないようピクミンをゴールへ連れていく。一度入れ替えたパネルは再び動かすことはできない。ピクミンとチャッピーは向いている方向に1ターンに1マス動くが、ゴールへの道が出来るとピクミンはすぐさまゴールへと向かう。
予めゲームキューブに接続されたカードeリーダー+にゲームキューブ本体から3種類のゲームをダウンロードし、市販のカードe+をカードeリーダー+にスキャンさせるとゲームが可能であり、カードは別売りで1パック5枚入り200円である。シリーズ1は2004年4月29日、シリーズ2は同年7月29日に発売した。シリーズ1・2ともに赤黄青の3色を発売し、それぞれ赤にはひっこぬき～、黄にはてくてく～、青にはつなげて～のゲーム用のカードが入っている。いずれもピクミン2のみで使用できる。ちなみにWii版では遊べない。その他にもピクミン2同梱のおためしカードやファミ通の付録、クラブニンテンドーの景品などのカードがあった。また、カードにはゲームに登場する生物の説明や画像が記載されている。